# Шаакян, Силва
Силва Шаакян (арм. Սիլվա Շահակյան, араб. سيلفا شاهاكيان‎, англ. Silva Shahakian; 1985, Багдад, Ирак) — иракская модель армянского происхождения. Победительница конкурса Мисс Ирак в 2006 году.
Она получила корону, потому что первая победительница — Тамара Горегян опасалась возмездия со стороны боевиков и отказалась от короны. Религиозные экстремисты называли её «королевой неверных» за участие в конкурсе.
Позже и сама Шаакян затаилась, опасаясь, что станет мишенью боевиков. Конкурс красоты был первым, проведенным в Ираке после вторжения под руководством США в 2003 году. В сети сообщили, что организаторы надеются отправить Шаакян на конкурс «Мисс Вселенная», который пройдет в Лос-Анджелесе 23 июля.